# Maximum Usable Frequency
Med Maximum Usable Frequency (MUF) menas den högsta frekvens som en radiosignal kan ha för att vid en given tidpunkt utbredning via jonosfären skall vara möjlig mellan specificerade orter.
Per definition skall integrerat över en 30-dagarsperiod sannolikheten vara 50 % att detta sker, d.v.s. under 15 dagar har fältstyrkan i mottagningspunkten specificerat värde eller bättre; under 15 dagar är det sämre. Dessa 15 dagar behöver inte nödvändigtvis vara i följd, utan kan vara fördelade hur som helst inom 30-dagarsperioden.
MUF styrs av solens inverkan på jonosfären, vilken varierar såväl småskaligt som storskaligt. MUF beror alltså på
- Tiden på dygnet;
- tiden på året;
- tidpunkten inom solfläckscykeln.

Solfläckarna har en storskalig variation på ca 11 år med en liten överlagrad variation på 22 år. Vad denna variation ytterst beror på vet man ännu inte riktigt. En småskalig variation har en periodicitet på ca 28 dagar, och den har man med visshet kunnat knyta till solens rotationstid, som är ca 28 dagar/varv (något olika vid solens poler jämfört med solekvatorn.